# Udinština

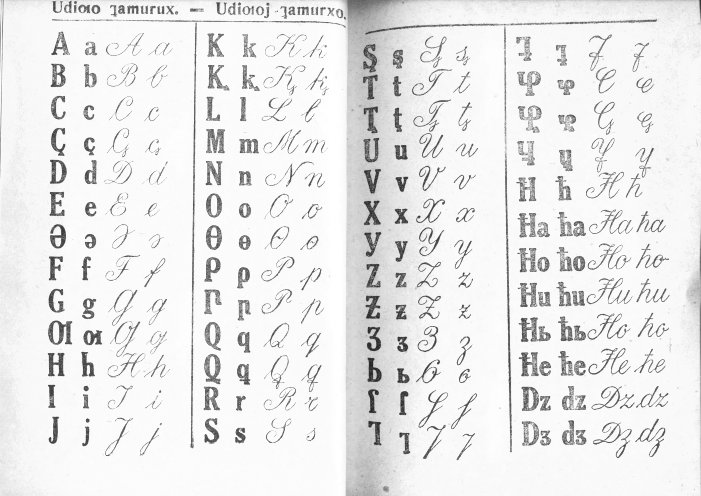
Udinská latinská abeceda

Udinština nebo udijština je jazyk, jímž hovoří Udinové. Patří k lezginské větvi Severovýchodokavkazských jazyků. Starší forma tohoto jazyka, kterou se mluvilo ve starověké kavkazské Albánii, se někdy nazývá agbánština. Možná odpovídá „gargarijskému“ jazyku, jak o něm psali středověcí arménští historikové. Tímto jazykem v současnosti mluví asi 4000 lidí v Ázerbájdžánu, Arménii, Gruzii a Rusku. Je klasifikován jako „vážně ohrožený jazyk“ v Červené knize ohrožených jazyků UNESCO.